# Hénu
Hénu település Franciaországban, Pas-de-Calais megyében. Lakosainak száma 151 fő (2022. január 1.). Hénu Gaudiempré, Pas-en-Artois, Saint-Amand, Souastre és Couin községekkel határos.

## Népesség
A település népességének változása:
| Lakosok száma | 165  | 166  | 168  | 164  | 165  | 166  | 161  | 156  | 151  |
|               | 2013 | 2015 | 2016 | 2017 | 2018 | 2019 | 2020 | 2021 | 2022 |